# 13904 Univinnitsa
13904 Univinnitsa este un asteroid din centura principală de asteroizi.

## Descriere
13904 Univinnitsa este un asteroid din centura principală de asteroizi. A fost descoperit pe 3 octombrie 1975 la Observatorul astrofizic din Crimeea de Liudmila Cernîh. Asteroidul prezintă o orbită caracterizată de o semiaxă mare de 2,77 ua, o excentricitate de 0,30 și o înclinație de 8,2° în raport cu ecliptica.